# Nkilongo
Nkilongo – inkhundla w dystrykcie Lubombo w Królestwie Eswatini. Według spisu powszechnego ludności z 2007 r. zamieszkiwało go 15907 mieszkańców. Inkhundla dzieli się na pięć imiphakatsi: Crooks, Gamula, Lunkufu, Mayaluka, Ngcampalala.